# Eupithecia irriguata
Eupithecia irriguata (conocida en Europa como polilla campanula, por la planta del que se nutre), es una especie de polilla de la familia Geometridae. La especie fue descrita por primera vez por Jacob Hübner habiendo sido descrita en 1813, pero categorizada como Eupithecia jasioneata por H. H. Crewe en 1881. Tiene gran distribución en el Norte de África y Europa. Se han descrito tres subespecies: Eupithecia denotata denotata, Eupithecia denotata hellenata (Schutze, 1959) y Eupithecia denotata jasioneata (Crewe, 1881), que recibe su nombre por la planta que consume.

## Descripción
Es una polilla pequeña con una envergadura de 19 milímetros (0,7 plg) y de color marrón blanquecino.

### Larvas
Las orugas E. irriguata se alimentan de especies Quercus. 

## Ciclo de vida
Suelen ser especie de una sola cría. Los adultos son muy raramente vistos, que vuelan del mes de abril a junio, dependiendo de su ubicación.